# Almerimar

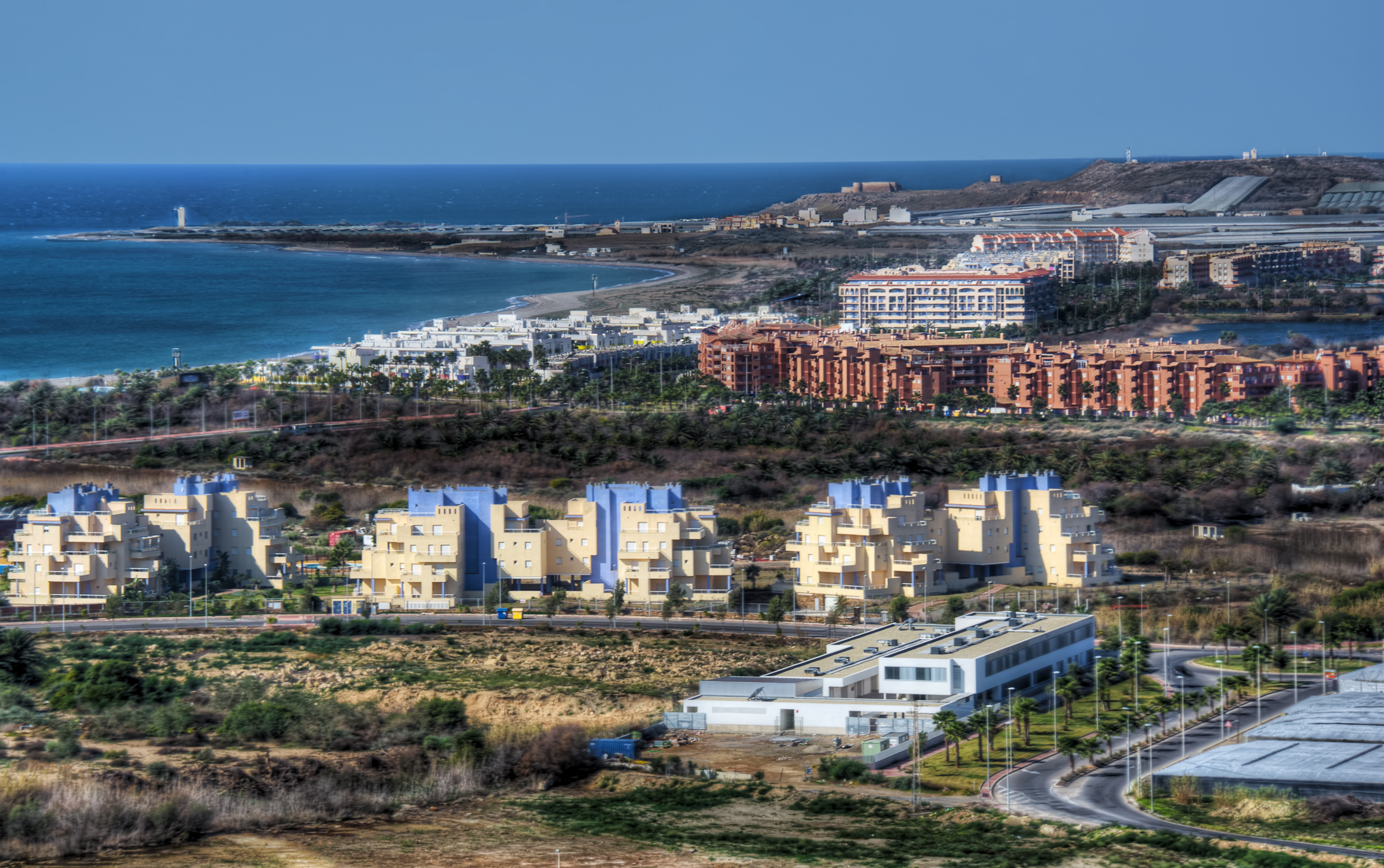

Almerimar est une localité de la province d'Almería, Andalousie, en Espagne, située sur la côte méditerranéenne, à 10 km au sud d'El Ejido, commune dont elle dépend. Sa population est de 6 246 habitants au recensement de 2010. C'est une station balnéaire très touristique comportant un port de plaisance de plus de 1 000 emplacements et un parcours de golf international de 27 trous. Certaines scènes du film Conan le Barbare ont été tournées dans les marais salants situés sur le territoire de la commune.